# Jacek Chrobaczyński
Jacek Chrobaczyński (ur. 6 listopada 1948 w Sanoku) – polski historyk, profesor zwyczajny.

## Życiorys
Absolwent II Liceum Ogólnokształcącego w Sanoku z 1966. Studia historyczne ukończył w Wyższej Szkole Pedagogicznej im. Komisji Edukacji Narodowej w Krakowie w 1974. Doktorat obronił w 1979, a habilitację w 1987. Tytuł naukowy profesora otrzymał w 1997.
Specjalizuje się w historii najnowszej Polski i powszechnej. Pełni funkcję kierownika Katedry Najnowszej Historii Polski Uniwersytetu Pedagogicznego im. Komisji Edukacji Narodowej w Krakowie. Autor kilkunastu książek i ponad 120 publikacji. Jest członkiem Komisji do Oceny Podręczników Szkolnych Polskiej Akademii Umiejętności. Został współpracownikiem Państwowego Muzeum Auschwitz-Birkenau w Oświęcimiu i Instytutu Pamięci Narodowej.

## Ważniejsze publikacje
- Zakłady Budowy Maszyn i Aparatury im. S. Szadkowskiego w Krakowie 1804-1979. Praca zbiorowa (pod redakcją Jerzego Zawistowskiego, 1979)
- Szkolnictwo jawne na Podkarpaciu w latach okupacji hitlerowskiej 1939-1945 (1984)
- Praca oświatowa w Krakowie 1939-1945. Studium o polityce okupanta, "podziemiu oświatowym" i postawach społeczeństwa (1986, praca habilitacyjna)
- Tajne nauczanie na Podkarpaciu 1939-1945 (1987)
- Nauczyciele w okupowanym Krakowie 1939-1945 (1989)
- Wojna a społeczeństwo. Ze studiów nad społecznością okupowanego Krakowa 1939-1945 (1989)
- Postawy, zachowania, nastroje. Społeczeństwo Krakowa wobec wojny i okupacji 1939-1945 (1993)
- Szkolnictwo krakowskie w latach drugiej wojny światowej (1939-1945) (1993)
- Słownik biograficzny nauczycieli w Małopolsce w latach II wojny światowej : (1939-1945) : ofiary wojny, żołnierze, działacze konspiracyjni, nauczyciele w jawnym i tajnym szkolnictwie (1995)
- Sanok. Dzieje miasta. Kraków: Secesja, 1995. ISBN 83-86077-57-3. Brak numerów stron w książce
  - podrozdziały System okupacji oraz Szkolnictwo i oświata w rozdziale W latach II wojny światowej i konspiracji
- Wielka historia Polski. [10], 1939-1945 (2000)
- "Nie okrył się niesławą naród polski". Społeczne aspekty września 1939 roku (2002)
- Nauczyciele małopolscy : portret zbiorowy 1939-1945 (2004)
- Zagłębie Dąbrowskie w latach II wojny światowej (1939-1945). Wybrane problemy. Praca zbiorowa (pod redakcją Zbigniewa Studenckiego i Zygmunta Woźniczki, 2009)
- Compiègne 1940. Klęska Francji w recepcji i postawach społeczeństwa polskiego (2010)

## Odznaczenia
- Nagroda Prezydenta Miasta Krakowa (1974)
- Medal Komisji Edukacji Narodowej[3]